# 三之輪站

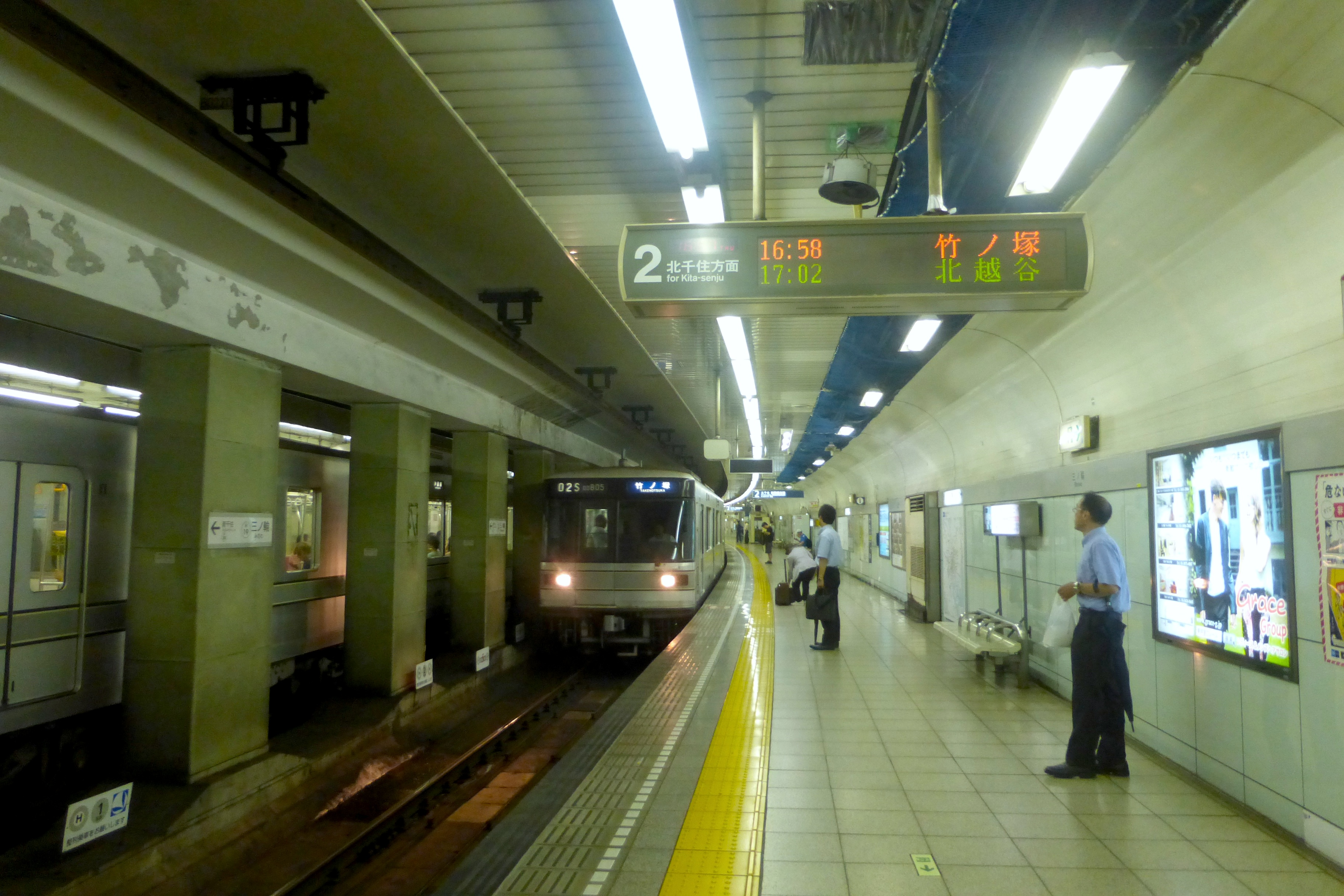
三之輪站月台（2015年8月13日）

三之輪站（日语：／ Minowa eki */?）是位於日本東京都台東區三之輪二丁目，屬於東京地下鐵日比谷線的鐵路車站。車站編號是H 20。

## 历史
- 1961年（昭和36年）3月28日：帝都高速度交通營團（營團地下鐵）日比谷線的車站開業。
- 2004年（平成16年）4月1日：營團地下鐵民營化，由東京地下鐵繼承。
過去曾有東京地下鐵銀座線的延伸計畫，周邊的都市計畫圖亦有記載[2]。

## 車站構造
相對式月台2面2線的地下車站。南千住側因鄰近隧道口，冬季的月台氣溫與室外氣溫相差不大。
1991年進行月台壁面與地面整修工程。3號出入口在2011年進行翻新。
無障礙設備有北側剪票口的輪椅專用昇降機、南側剪票口與各月台之間的連絡電梯，但未設電扶梯。
入谷側的1a、1b號出入口僅連接中目黑方向月台，2號出入口僅連接北千住方向月台。因此，若要前往對側月台，須從站內月台南千住側連結3號出入口的付費區內連絡通道前往，或是從地面天橋前往。
1a、1b號出入口側的剪票口與地面之間設有電梯。地面直通站前公寓。2號出入口側剪票口與地面之間的電梯在2012年6月30日啟用。

### 月台配置

| 月台 | 路線     | 目的地                 |
| ---- | -------- | ---------------------- |
| 1    | 日比谷線 | 上野、銀座、中目黑方向 |
| 2    | 日比谷線 | 北千住、南栗橋方向     |

（來源：東京地下鐵:構內圖 （页面存档备份，存于））

## 利用狀況
2017年度1日平均上下車人次為41,249人。11月舉行酉之市時有許多前往鷲神社的參拜客。
近年1日平均上下車、上車人次變化如下表。
| 年度               | 1日平均 上下車人次 | 1日平均 上車人次 | 來源     |
| ------------------ | ------------------ | ---------------- | -------- |
| 1992年（平成04年） |                    | 18,523           | [ * 1 ]  |
| 1993年（平成05年） |                    | 18,170           | [ * 2 ]  |
| 1994年（平成06年） |                    | 17,622           | [ * 3 ]  |
| 1995年（平成07年） |                    | 17,374           | [ * 4 ]  |
| 1996年（平成08年） |                    | 17,068           | [ * 5 ]  |
| 1997年（平成09年） |                    | 16,822           | [ * 6 ]  |
| 1998年（平成10年） |                    | 16,781           | [ * 7 ]  |
| 1999年（平成11年） |                    | 16,473           | [ * 8 ]  |
| 2000年（平成12年） | 32,186             | 16,359           | [ * 9 ]  |
| 2001年（平成13年） | 32,317             | 16,430           | [ * 10 ] |
| 2002年（平成14年） | 32,574             | 16,510           | [ * 11 ] |
| 2003年（平成15年） | 32,646             | 16,546           | [ * 12 ] |
| 2004年（平成16年） | 34,019             | 16,485           | [ * 13 ] |
| 2005年（平成17年） | 34,765             | 16,759           | [ * 14 ] |
| 2006年（平成18年） | 35,245             | 17,145           | [ * 15 ] |
| 2007年（平成19年） | 35,929             | 17,661           | [ * 16 ] |
| 2008年（平成20年） | 36,126             | 17,827           | [ * 17 ] |
| 2009年（平成21年） | 35,823             | 17,792           | [ * 18 ] |
| 2010年（平成22年） | 35,767             | 17,688           | [ * 19 ] |
| 2011年（平成23年） | 35,051             | 17,391           | [ * 20 ] |
| 2012年（平成24年） | 35,764             | 17,704           | [ * 21 ] |
| 2013年（平成25年） | 36,472             | 18,060           | [ * 22 ] |
| 2014年（平成26年） | 36,553             | 18,129           | [ * 23 ] |
| 2015年（平成27年） | 37,549             | 18,601           | [ * 24 ] |
| 2016年（平成28年） | 39,203             | 19,430           | [ * 25 ] |
| 2017年（平成29年） | 41,249             |                  |          |

## 車站周邊
站前有幹道路口，附近有JR常磐線高架。周邊是商店街與超市，2000年代起公寓大樓陸續完工。雖可與都電荒川線轉乘，但距離較遠，非轉乘站。
- 國道4號
- 明治通
- 三之輪橋站（都電荒川線） - 步行數分
- 伊藤洋華堂三之輪店
- Olympic（日语：Olympicグループ）三之輪店
- 東京都台東區立台東醫院（日语：東京都台東区立台東病院） - 步行10分
- 警視廳下谷警察署（日语：下谷警察署）
- 台東區三之輪福祉中心
- 台東區立根岸圖書館
  - 台東區根岸社會教育館
- 台東區金杉區民館下谷分館
- 一葉紀念館（日语：一葉記念館）
- 飛不動尊正寶院（下谷七福神）
- 鷲神社
- 下谷三郵便局
- 東日暮里二郵便局
- 台東龍泉郵便局
- 山谷 - 步行10分
- 吉原 - 步行10分

## 巴士路線
三之輪站前（MEGURIN是「三之輪站」）
- 都營巴士
  - 草43：往淺草雷門（平日）、往淺草壽町（周六日）／經千住車庫前（日语：都営バス千住営業所）往足立區役所、往千住車庫前
  - 草63：往淺草壽町／經西日暮里站、巢鴨站往池袋站東口
- 台東區循環巴士「MEGURIN（日语：めぐりん）」
  - 北MEGURIN：鶯谷站、生涯學習中心北、淺草站（循環）
  - GURU MEGURIN：吉原大門、清川一丁目、淺草站、田原町站、大江戶線藏前站、鳥越神社前（日语：鳥越神社）、新御徒町站、台東區役所、上野站入谷口（循環）

大關橫丁
- 都營巴士
  - 里22：經三河島站往日暮里站／往龜戶站、往南千住車庫（日语：都営バス南千住営業所）
  - 草63：經千束、淺草公園六區往淺草壽町／經西日暮里站、巢鴨站、拔刺地藏前（日语：高岩寺）往池袋站東口
  - 草64：經吉原大門、東武淺草站往淺草雷門南／經尾久站、王子站往池袋站東口、往拔刺地藏前＜班次少＞

## 相鄰車站
東京地下鐵
 日比谷線
入谷（H 19）－三之輪（H 20）－南千住（H 21）

### 來源
東京都統計年鑑
1. ↑  .   [2017-03-18]. （原始内容存档于2013-08-15）.
2. ↑  .   [2017-03-18]. （原始内容存档于2013-02-03）.
3. ↑  .   [2017-03-18]. （原始内容存档于2013-02-03）.
4. ↑  .   [2017-03-18]. （原始内容存档于2013-02-03）.
5. ↑  .   [2017-03-18]. （原始内容存档于2013-02-03）.
6. ↑  .   [2017-03-18]. （原始内容存档于2016-03-04）.
7. ↑  東京都統計年鑑（平成10年）PDF
8. ↑  東京都統計年鑑（平成11年）PDF
9. ↑  .   [2017-03-18]. （原始内容存档于2016-03-04）.
10. ↑  .   [2017-03-18]. （原始内容存档于2016-03-04）.
11. ↑  .   [2017-03-18]. （原始内容存档于2017-07-29）.
12. ↑  .   [2017-03-18]. （原始内容存档于2017-07-29）.
13. ↑  .   [2017-03-18]. （原始内容存档于2017-07-29）.
14. ↑  .   [2017-03-18]. （原始内容存档于2017-07-29）.
15. ↑  .   [2017-03-18]. （原始内容存档于2017-07-29）.
16. ↑  .   [2017-03-18]. （原始内容存档于2017-07-29）.
17. ↑  .   [2017-03-18]. （原始内容存档于2017-07-29）.
18. ↑  .   [2017-03-18]. （原始内容存档于2016-03-26）.
19. ↑  .   [2017-03-18]. （原始内容存档于2016-03-27）.
20. ↑  .   [2017-03-18]. （原始内容存档于2016-03-25）.
21. ↑  .   [2017-03-18]. （原始内容存档于2016-03-27）.
22. ↑  .   [2017-03-18]. （原始内容存档于2016-03-22）.
23. ↑  .   [2017-03-18]. （原始内容存档于2017-07-30）.
24. ↑  .   [2019-01-07]. （原始内容存档于2018-11-09）.
25. ↑  .   [2019-01-07]. （原始内容存档于2019-05-02）.

## 外部連結
- 三之輪/H20 | 路線・車站資訊 | 東京地下鐵